# Paula Guillem Ripoll
Paula Guillem Ripoll (Palma, 1950) és una política balear, diputada al Parlament de les Illes Balears en la II Legislatura.
Estudià hoteleria i turisme i va formar part del Moviment Escolta de Mallorca. Afiliada al PSIB, fou elegida regidora de l'ajuntament de Sant Antoni de Portmany a les eleccions municipals espanyoles de 1983 i 1987. Fou elegida consellera del Consell Insular d'Eivissa i Formentera i diputada a les eleccions al Parlament de les Illes Balears de 1987.
El 1990 abandonà el PSIB per formar part de l'Entesa Nacionalista i Ecologista, sense renunciar a l'escó. En l'XI Assemblea general de l'Associació d'Antics Escoltes de Mallorca de 1998 fou escollida vocal de l'associació, de la que el 2000 en fou vicepresidenta.